# میاسیشچف ام-۴

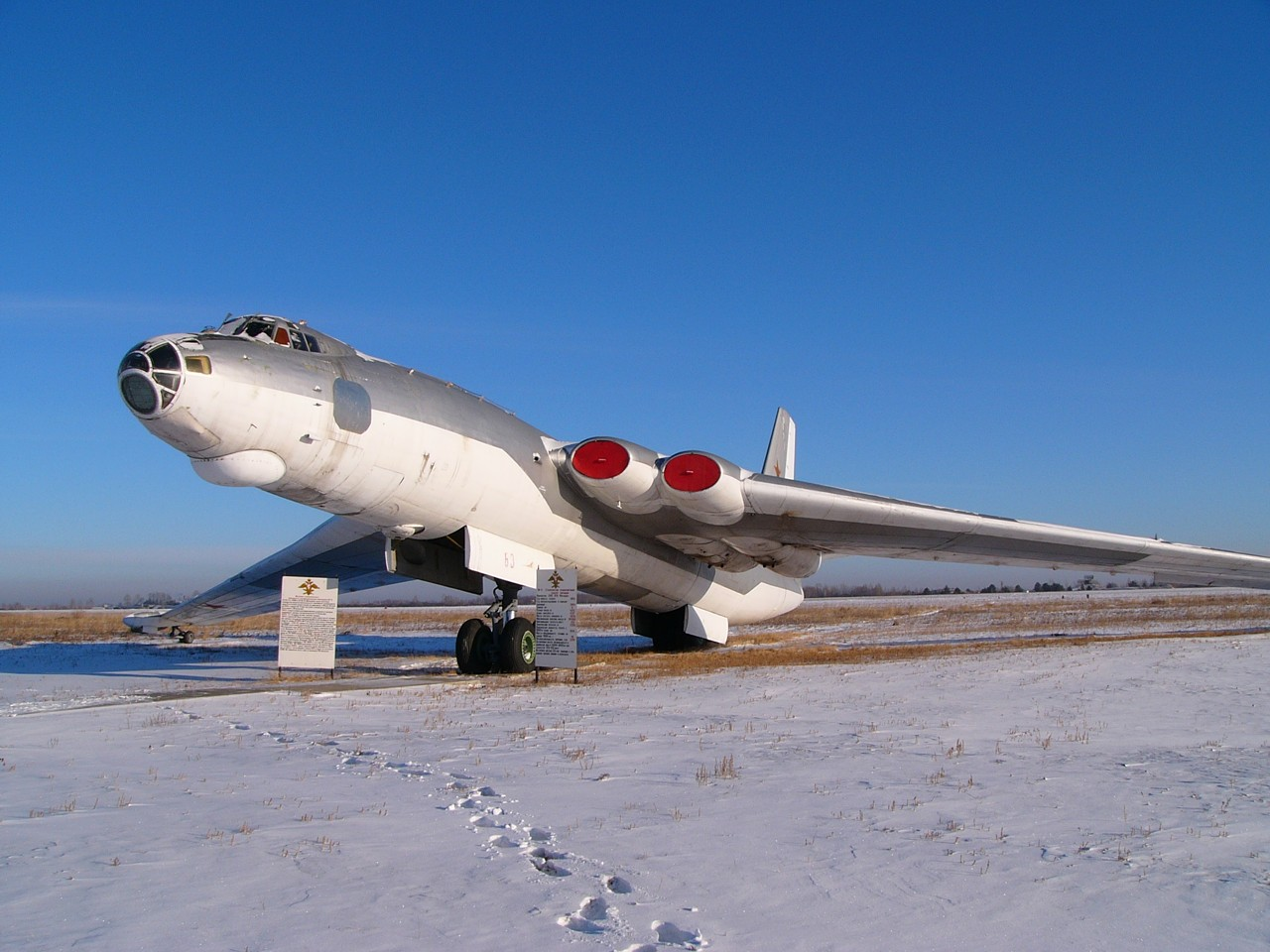

Myasishchev M-4 Molot (روسی: Молот (Hammer)، یک بمب‌افکن استراتژیک چهار موتوره بود که توسط ولادیمیر میخایلوویچ میاشچف طراحی شد. و توسط اتحاد جماهیر شوروی در دهه ۱۹۵۰ ساخته شد تا یک بمب افکن استراتژیک با برد بلند با قابلیت حمله به اهداف در آمریکای شمالی باشد.